# Порт Даньдун
Порт Даньдун (кит.: 丹东港) — штучний глибоководний морський порт на узбережжі міста Даньдун, провінція Ляонін, Китайська Народна Республіка, розташований у гирлі річки Ялуцзян, безпосередньо на кордоні Китаю з Північною Кореєю. Має місткість для дуже великих кораблів  дедвейт до 300 000. У 2012 році досяг пропускної здатності 96 мільйонів метричних тонн і 125 000 TEU контейнерів.